# Gösta Ågren

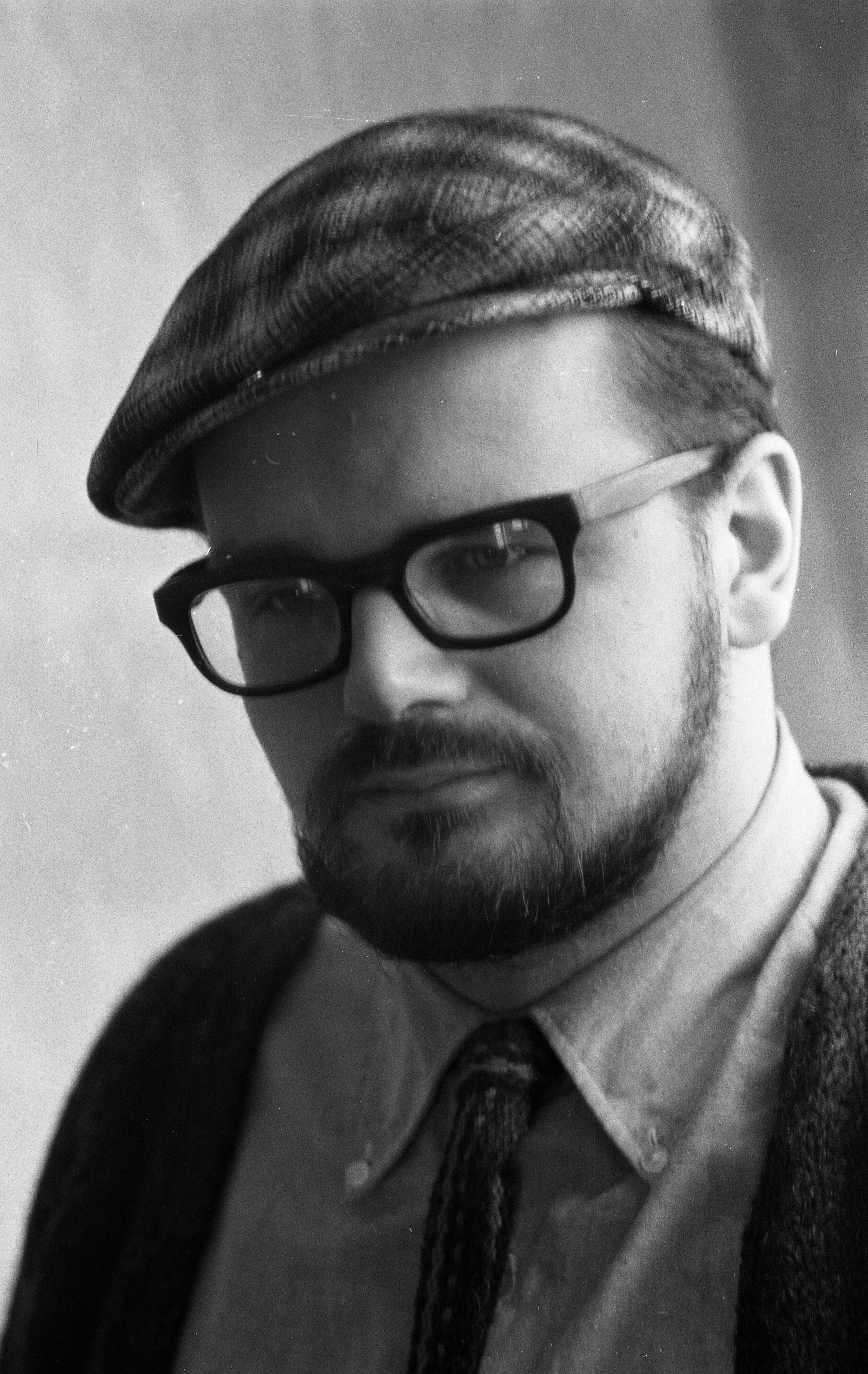
Gösta Ågren (1968)

Sven Gösta Ågren (* 3. August 1936 in Nykarleby; † 24. Juni 2020) war ein finnlandschwedischer Dichter, Essayist und Literaturwissenschaftler an der Universität Stockholm.

## Leben
Ågren war Redakteur der Volkszeitung Ny Tid („Neue Zeit“) und Angestellter der Universitätsbibliothek von Helsinki. Nachdem er einen zweijährigen Regiekurs an der Filmschule Svenska Filminstitutet absolviert hatte, studierte er in den 1970er-Jahren Humaniora an der Stockholmer Universität, wo er auch mit einer Abhandlung über Dan Andersson disputierte. 1955 debütierte Ågren mit der Gedichtsammlung Kraft och tanke („Kraft und Gedanke“), aber der eigentliche Durchbruch gelang ihm erst in den 1970er-Jahren.
Er wirkte als Führungsmitglied des Finnlandschwedischen Schriftstellerverbands in den Jahren 1958 bis 1961, 1968 bis 1971, 1972 bis 1977 und 1995 bis 1996. Ågren hat auch Regie geführt. Den größten Teil seiner Arbeit machen aber Lyrik, Prosa und Hörspiele aus. Seine Werke wurden ins Finnische, Englische, Französische, Isländische, Spanische und Russische übersetzt.
Die Schriftsteller Erik und Leo Ågren waren seine älteren Brüder. Gösta Ågren starb im Juni 2020 im Alter von 83 Jahren.

## Ehrungen
- 1986 Karl-Emil-Tollander-Preis
- 1988 Finlandia-Preis
- 1989 Carl Emil Englund-Preis für Jär
- 1995 Dan Andersson-Preis
- 1997 Vasa län Kunstpreis
- 2001 Choraeus-Preis
- 2011 Finnland-Preis der Schwedischen Akademie
- 2019 Bellman-Preis

## Werke (Auswahl)

### Lyrik
- Folkvargarna, 1958
- Kraft och tanke, 1955
- Bergsväg, 1959
- Ett brev från Helsingfors, 1961
- Säg farväl åt natten, 1963
- Kungörelser, 1965
- Ågren: dikter, 1968
- Cellens dagrar, 1970
- Massmöte på jorden, 1972
- Dan Andersson: Nattvandrare: okända dikter (Unbekannte Gedichte: gefunden und kommentiert von Gösta Ågren), 1972
- Molnsommar, 1978
- Paus: valda dikter 1955-1980, 1979
- Dikter i svartvitt, 1980
- Den andre guden, 1985
- Jär, 1988 (1. Teil der Jär-Trilogie)
- Städren, 1990 (2. Teil der Jär-Trilogie)
- Hid, 1992 (3. Teil der Jär-Trilogie)
- Kväll över seklet, 1994
- Timmermannen, 1996
- Dranga, 1998
- En arkadisk sång, 2003
- Här i orkanens blinda öga, 2006
- Bottniska nätter, 2009

### Essays
- Dan Anderssons väg, 1970
- Hammarbandet: en bok om Österbottens allmogebåtar, 1975
- Var inte rädd, 1976
- Vår historia (Eine Chronik über das Schicksal der Finnlandschweden, eine Analyse der Landesgeschichte), 1977
- Ett nej, 1986
- Detta liv, 2001
- von Bödelns nattvard, 2007

### Romane
- Jordlös bonde, 1956

### Weitere
- Emigrantresan, 1960 (Reisebeschreibung)
- Levande livet, 1964 (Dramatik)
- Kärlek som i allting bor: Dan Anderssons Leben und Werk 1916–1920 (Dissertation an der Stockholmer Universität)
- Han kommer, han kommer, 1973 (Erzählungen)
- Dan Andersson: En spelmanssaga: okända berättelser (Erzählungen: gefunden und kommentiert von Gösta Ågren), 1973
- Dan Andersson: Milrök: okända dikter och berättelser (Gedichte und Erzählungen: gefunden und kommentiert von Gösta Ågren), 1974
- Det som alltid är, 1982
- Bortom Nostradamus, 2000